# 에로강
에로강(Hérault)은 프랑스 남부의 강이다. 길이는 147.6 킬로미터 (91.7 mi)이다. 세벤 산맥의 에귀갈산 경사면에서 발원한다. 아그드 근처에서 지중해로 흘러든다.

## 이름
이 강은 라틴어로 아라우리스(Arauris, 또는 스트라본에 의해 아라우라 Araura)로 알려져 있었다. 아라(Ara-)라는 요소가 켈트어 뿌리를 시사하지만, 이 이름은 때때로 켈트어 이전으로 간주된다.

## 도시

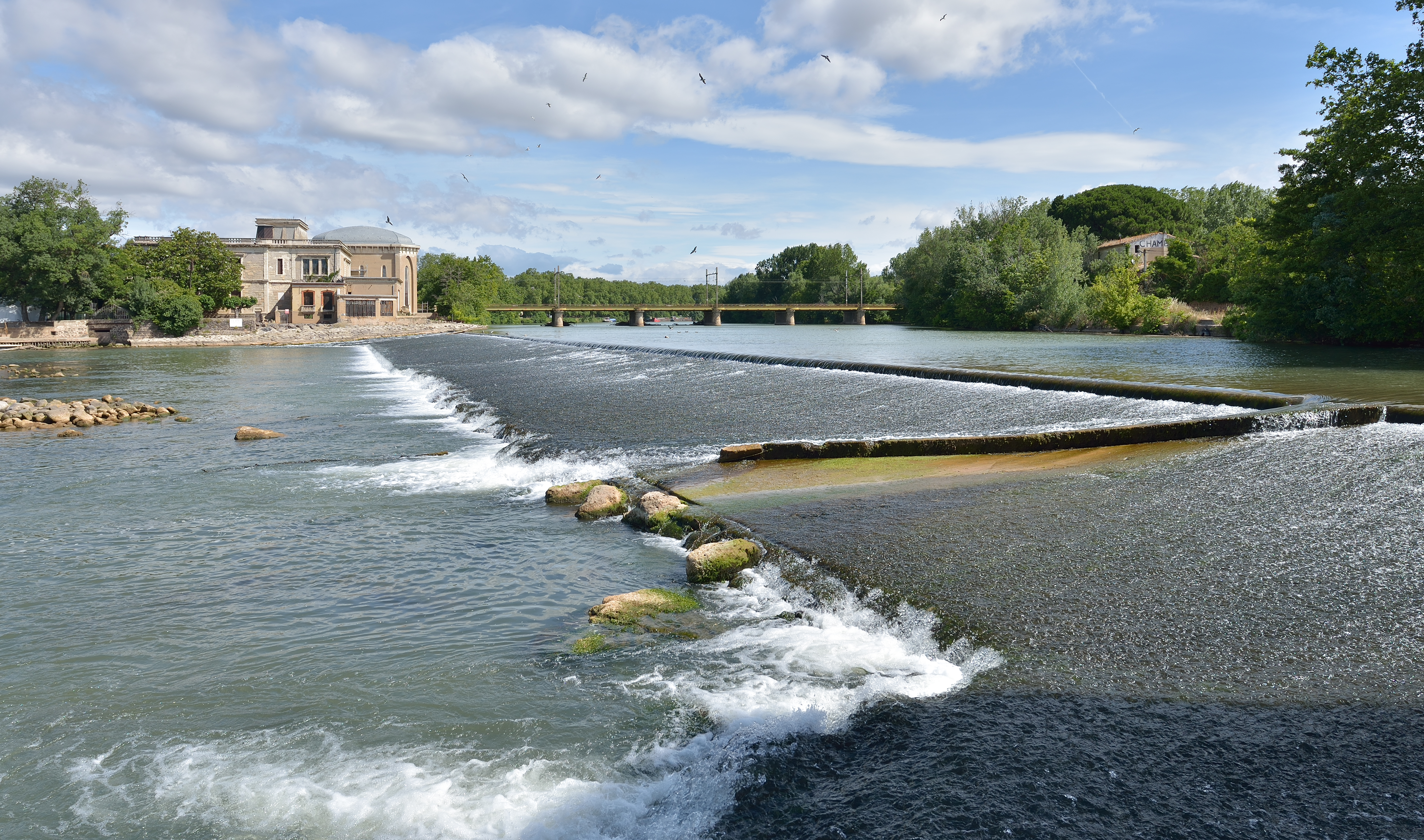
아그드의 에로 강

에로 강은 다음 데파르트망과 도시를 지난다.
- 가르주: 발레로그.
- 에로주 (강의 이름을 따서 명명됨): 강주, 페제나스 (근처), 아그드.

## 지류
| - 아르 - 비스 - 리우토르 - 뷔에주 | - 라마루 - 레르그 - 두르비 - 부앵 | - 페인 - 통그 |

## 항해
베상에서 아그드의 바다까지 이르는 에로 강 하류는 항해가 가능하다. 가장 낮은 2.5 킬로미터 (1.6 mi) 구간은 조석의 영향을 받으며, 다음 1 킬로미터 (0.62 mi) 구간은 미디 운하의 일부를 이룬다. 이 두 강 구간은 짧은 연결 운하와 유명한 아그드 원형 수문을 통해 서로 연결되며, 서쪽의 미디 운하와도 연결된다.
미디 운하가 이용하는 에로 강 구간의 상류 끝에는 프라데스 수문이 있어 동쪽 미디 운하로 접근할 수 있다. 이 수문 위로 강은 약 4 킬로미터 (2.5 mi) 더 항해할 수 있다.